# Đoko Rosić
Đoko Rosić (szerb cirill: Ђоко Росић), bolgárul Джоко Росич (Джордже Мирко Росич), magyar átírással Gyoko Roszics (Jugoszlávia, Krupanj, 1932. február 28. – Szófia, 2014. február 21.) önmagát bolgárnak tekintő színművész, aki Szerbiában, Bulgáriában és Magyarországon is szerepelt filmekben. Neve főleg a Szomjas György-féle easternekből ismert.

## Életrajza
A nyugat-szerbiai Krupanjban született. Anyja, Cvetanka Hrisztova bolgár nemzetiségű volt, apja, Mirko Rosić szerb. Ő magát bolgárnak érezte. 1951-ben a család politikai okok miatt Bulgáriába költözött. Rosić 1957-ben diplomát szerzett abban a felsőoktatási intézményben, amit ma Nemzeti és Világgazdasági Egyetemnek hívnak, majd 17 éven át újságíróként dolgozott a bolgár rádiónál. Közben, 1962-ben elindult filmes karrierje is, Az érzés története c. bolgár alkotásban játszott szerepével, de első főszerepét Magyarországon kapta, Kardos Ferenc Hajdúk c. történelmi filmjében. Utána kereste meg Szomjas György és kérte fel Farkos Csapó Gyurka szerepére 1976-ban, a Talpuk alatt fütyül a szélben, amely mára kultuszfilm lett. Három évre rá Szomjas újabb eastern-szerepet kínált neki, a Rosszemberekben, ahol főszolgabírót kellett alakítania, akinek az a feladata, hogy leszámoljon a somogyi betyárokkal. Ugyanebben az évben készült Rényi Tamás Élve vagy halva című, szintén eastern-jellegű filmje, amely a szabadságharc utáni időket – Noszlopy Gáspár felkelés-kísérletét – dolgozza fel. 
1981-ben Bujtor István – aki a Talpuk alatt...-ban együtt játszott a bolgár színésszel  – meghívta őt a Csak semmi pánik c. filmjébe. 1997-ben, bolgár-magyar-német koprodukcióban készült a Romani Kris – Cigánytörvény c. alkotás, amelyben Rosić a főszereplő cigányvajda, aki az otthonát átadni nem hajlandó Lear király átültetése Kelet-Európába. Ezen alakításáért a Magyar Filmszemlén Rosić elnyerte „A legjobb színész” díjat. 2000-ben a Závada Pál Jadviga párnája c. regényéből készült filmben Gregort alakította. 2001-ben megkapta Petényi Katalin és Kabay Barna magyar-német koprodukcióban készült A Black Rose vár titka c. sorozat főszerepét, mint Lord Lenox. 2006-ban Rohonyi Gábor Konyec – Az utolsó csekk a pohárban c. filmjében vállalt szerepet, majd Szomjas Györggyel jött össze ismét, 2007-ben, az 56-os felkelés eseményeit megörökítő Nap utcai fiúkban, mely A Pál utcai fiúk átdolgozása. Egyik utolsó alakítása Edelényi János Príma primavéra c. filmjének Feri bácsija volt. 
Rosić a forgatásokon valamennyire megtanult magyarul, de általában szinkronizálták (kivéve Bujtor, Edelényi és Rohonyi filmjében, ahol saját hangján töri a magyart). 
A Bolgár Filmakadémia 2010-től osztott díjai közül „A legjobb epizodistá”-nak járó elismerést elsőként Đoko vehette át. Ugyanebben az évben Bulgária kultuszminisztere kitüntette az „Arany Évszázad-díj”-jal, a bolgár mozifilmek terén végzett egyedülálló munkásságáért.
Az idős színész egy szófiai kórházban hunyt el, egy héttel 82. születésnapja előtt, 2014. február 21-én, agydaganat következtében.

## Magyar vonatkozású filmjei (válogatás)
| év   | cím                                 | szerep                  | rendező                        | megj.       |
| ---- | ----------------------------------- | ----------------------- | ------------------------------ | ----------- |
| 1970 | Ezópus                              | Követ                   | Rangel Vlcsanov                |             |
| 1975 | Hajdúk                              | Máriás kapitány         | Kardos Ferenc                  |             |
| 1976 | Talpuk alatt fütyül a szél          | Farkos Csapó Gyurka     | Szomjas György                 |             |
| 1976 | Kilenc hónap                        | Hajnóczi István docens  | Mészáros Márta                 |             |
| 1979 | Élve vagy halva                     | Karadzsics, szerb gróf  | Rényi Tamás                    |             |
| 1979 | Magyar rapszódia                    |                         | Jancsó Miklós                  |             |
| 1979 | Rosszemberek                        | Hegyessy főszolgabíró   | Szomjas György                 |             |
| 1979 | Útközben                            | Miklós                  | Mészáros Márta                 |             |
| 1982 | Csak semmi pánik                    | Alex / Heinrich Romfeld | Szőnyi G. Sándor Bujtor István |             |
| 1983 | Hungarian Dracula                   | Csungi                  | Böszörményi Géza               | tévéfilm    |
| 1983 | Mennyei seregek                     | Guzics kapitány         | Kardos Ferenc                  |             |
| 1983 | Tizenhat város tizenhat leánya      | Viszta                  | Katkics Ilona                  |             |
| 1984 | Hosszú vágta                        | Csorba                  | Gábor Pál                      | tévéfilm    |
| 1989 | Iskolakerülők                       | Borgović                | Kardos Ferenc                  | filmdráma   |
| 1997 | Romani kris – Cigánytörvény         | Lovér, a cigányvajda    | Gyöngyössy Bence               |             |
| 1997 | Szenvedély                          | a férj                  | Fehér György                   |             |
| 2000 | Jadviga párnája                     | Gregor                  | Deák Krisztina                 |             |
| 2000 | Werckmeister harmóniák              | Férfi westerncsizmában  | Tarr Béla                      |             |
| 2001 | A Black Rose vár titka              | Lord Lennox             | Kabay Barna Petényi Katalin    | tévésorozat |
| 2006 | Mansfeld                            | Pitasz elvtárs          | Szilágyi Andor                 |             |
| 2007 | Konyec – Az utolsó csekk a pohárban | Juan                    | Rohonyi Gábor                  |             |
| 2009 | Príma primavéra                     | Feri bácsi              | Edelényi János                 |             |